# Tathra National Park
Tathra National Park är en park i Australien. Den ligger i delstaten Western Australia, omkring 240 kilometer norr om delstatshuvudstaden Perth.
Trakten runt Tathra National Park är nära nog obefolkad, med mindre än två invånare per kvadratkilometer..
Omgivningarna runt Tathra National Park är i huvudsak ett öppet busklandskap. Genomsnittlig årsnederbörd är 449 millimeter. Den regnigaste månaden är juli, med i genomsnitt 71 mm nederbörd, och den torraste är februari, med 7 mm nederbörd.